# فرازير ويشارت
فرازير ويشارت (بالإنجليزية: Fraser Wishart)‏ هو لاعب كرة قدم بريطاني، ولد في 1 مارس 1965 في جونستون ‏ في المملكة المتحدة. لعب مع نادي دمبرتون ونادي رينجرز ونادي سانت ميرين ونادي فالكيرك ونادي ماذرويل وهارت أوف ميدلوثيان.

## وصلات خارجية
- فرازير ويشارت على موقع قاعدة بيانات كرة القدم.إي يو (الإنجليزية)
- فرازير ويشارت على موقع Soccerbase.com (لاعب) (الإنجليزية)